# Jack McLoughlin
Jack McLoughlin (født 1. februar 1995) er en australsk svømmer.
Han repræsenterede Australien under sommer-OL 2020 i Tokyo og vandt sølv på 400 m 
fri. 
McLoughlin repræsenterede Australien under sommer-OL 2016 i Rio de Janeiro, hvor han blev slået ud i det indledende heat på 1500 meter fri.